# Xã Aurora, Quận Lawrence, Missouri
Xã Aurora (tiếng Anh: Aurora Township) là một xã thuộc quận Lawrence, tiểu bang Missouri, Hoa Kỳ. Năm 2010, dân số của xã này là 9.472 người.